# Kepler-322b
Kepler-322b es un planeta extrasolar que forma parte de un sistema planetario formado por al menos dos planetas. Orbita la estrella denominada Kepler-322. Fue descubierto en el año 2014 por la sonda Kepler por medio de tránsito astronómico.